# Babibouchettes

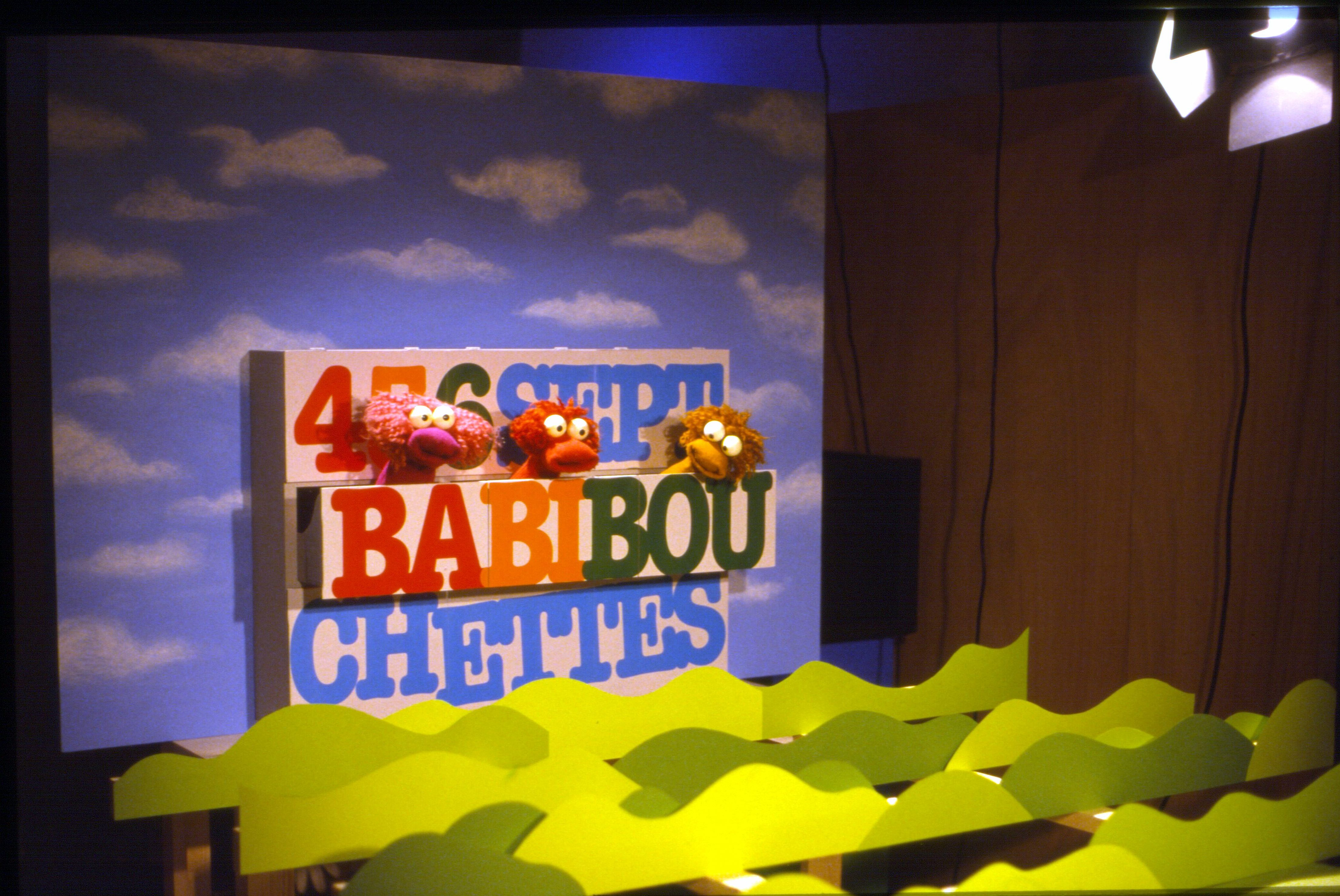
Studio de l'émission 4, 5, 6 sept, Babibouchettes tel qu'en 1981

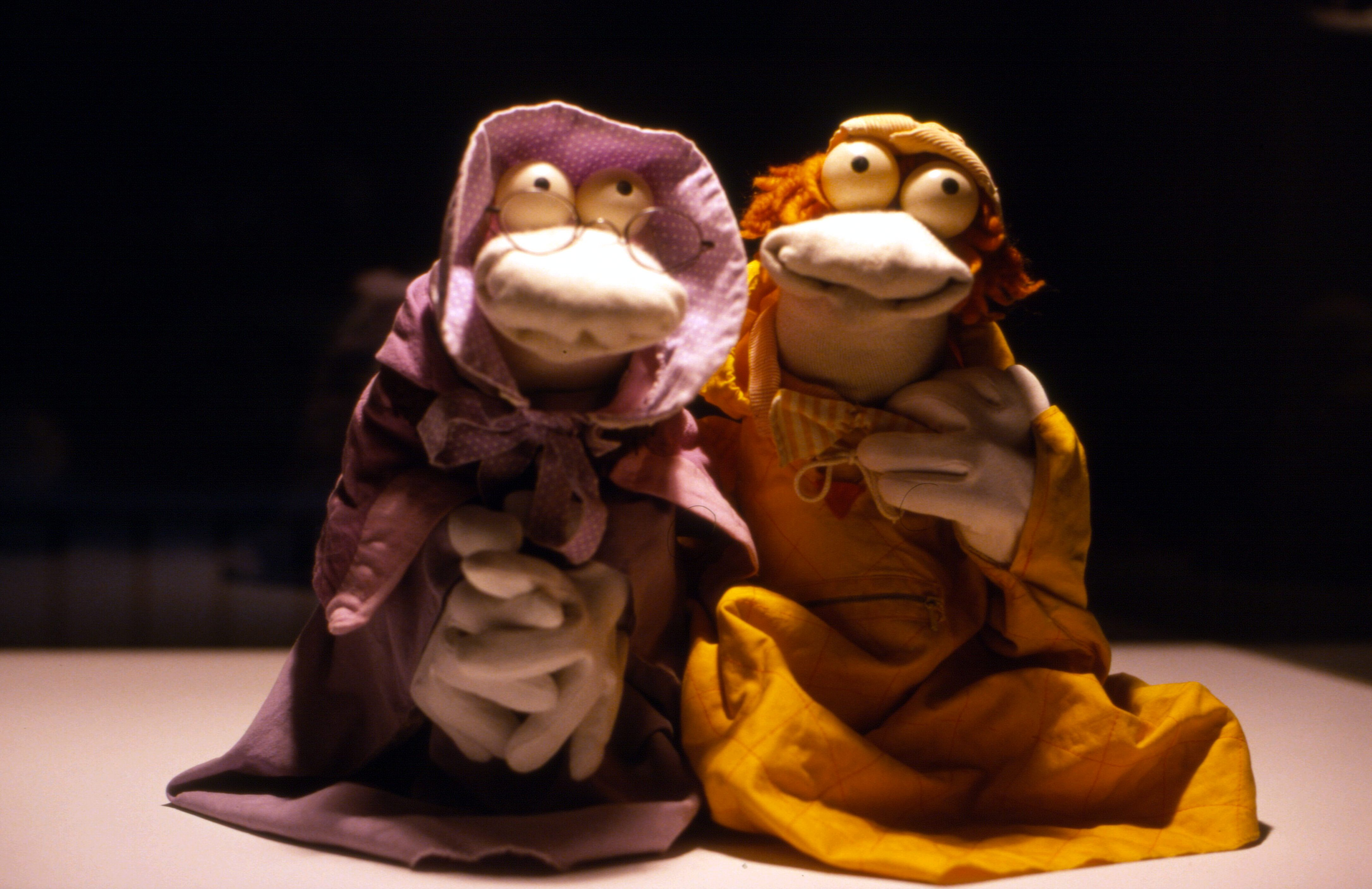
Mademoiselle Cassis et le facteur Hyacinthe

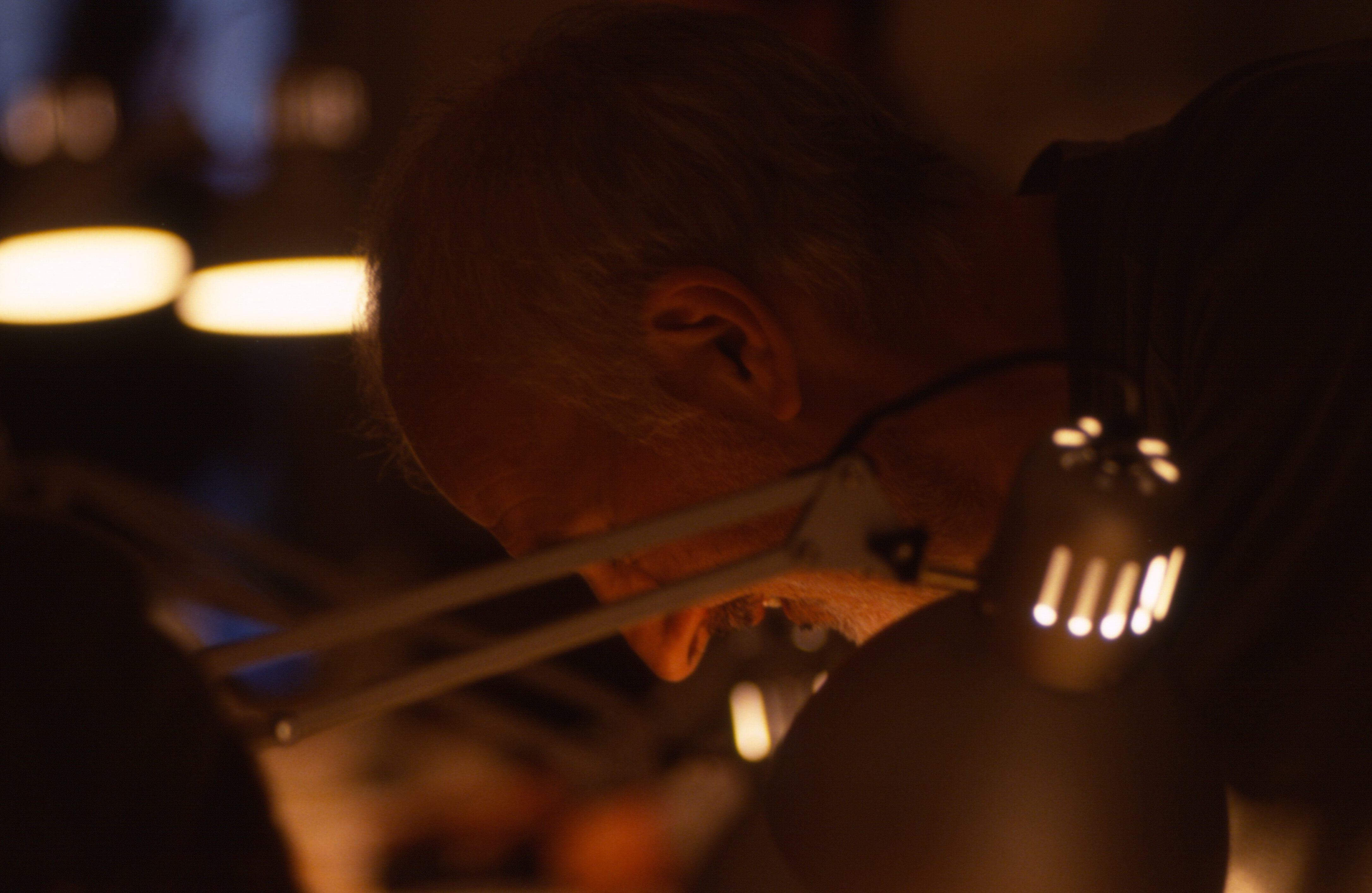
Jean-Claude Issenmann, créateur des Babibouchettes, et voix d'Albert le Vert

Les Babibouchettes est une émission pour la jeunesse de la Télévision suisse romande (TSR) diffusée entre 1981 et 1999. Créée par Jean-Claude Issenmann et présentée par des marionnettes faites avec une chaussette et deux balles de tennis de table pour les yeux, la série a été diffusée sous divers titres : 4, 5, 6, sept… babibouchettes, Les Babibouchettes et le kangouroule, Babibouchettes et Une petite place,.

## Principe
Laurence Siegrist, productrice et chef du service jeunesse de la TSR avait envie d'une émission quotidienne pour les pré-scolaires. Le principe devait en être très simple : une marionnette présente des films courts (fictions ou documentaires) au cours d'un programme d'une dizaine de minutes. Jean-Claude Issenmann, auteur et marionnettiste, fut contacté. Au lieu d'une marionnette il en créa deux : le facteur Hyacinthe et Mademoiselle Cassis. Les séquences les mettant en scène étant pré-enregistrées et les films courts parfois indisponibles le jour dit, Jean-Claude Issenmann créa Albert le Vert, dont il assurait lui-même la voix, permettant ainsi à l'émission de faire face au pied levé en cas de changements de programmation à la dernière minute.
La séquence des marionnettes prit de l'ampleur jusqu'à devenir un véritable feuilleton, tourné en studio ou en extérieur. Au cours des épisodes, d'autres personnages vinrent enrichir l'émission qui devint un rendez-vous très suivi par les petits et les plus grands. 4000 épisodes de 4 minutes furent diffusés, regroupés dans des aventures durant plusieurs vingtaines de minutes. Généralement les aventures duraient entre 60 et 80 minutes. Cette émission présente également les bricolages de Jean Perrin en compagnie d'Albert le Vert.

## Personnages centraux
- Albert le Vert  voix Jean-Claude Issenmann : une chaussette verte au caractère remuant. Extrêmement bavard, Albert est heureusement inimitable. Il a tendance à faire peur au facteur Hyacinthe à chaque fois qu'il entre en criant "YOUHOUHOU !". Il apparaît dans des séquences telles que "Histoires à bricoler", (avec Jean Perrin) "Poet machine" (avec Henri Dès), mais aussi lors de reportages tournés à l'extérieur.
- Le Facteur Hyacinthe  voix François Silvant : facteur à vélo. Sa boisson favorite : le sirop. "Mince de mine !" fait très souvent partie de son vocabulaire et il joue souvent de la musique sur son accordéon.
- Mademoiselle Cassis  voix Neige Dolsky : commerçante à lunettes, d'un certain âge. Sa réplique favorite : "Voilà, c'est ouvert !".
- Ginette la poule  voix Anne-Marie Yerly
- Le Clic-photographe  joué par Jean-Claude Issenmann : intervenu dès 1990 pour piloter le kangouroule (un triporteur modifié), c'est un personnage humain vêtu d'un imperméable gris, de lunettes de motard rétro et d'une cagoule de ski. Il parle une langue oubliée, le golek, que seule Mlle Cassis peut comprendre.
- Anastase voix Jean-Claude Issenmann: sorcier et méchant récurrent. L'orage éclate à chaque fois que l'on prononce son nom.
- La Conteuse des contes qu'on raconte voix Véronique Montel
- Carlabrosse  voix Véronique Montel.  Sorcière, la bonne amie d'Anastase. "Mille pétards, deux côtelettes! C'est moi, Carlabrosse la sorcière sans balai! Que puis -je pour vous à cette heure tardive alors qu'il devrait faire nuit depuis longtemps?"

## Anecdotes
- Beaucoup de téléspectateurs croyaient que le Clic-photographe était joué par Henri Dès et non Jean-Claude Issenman. La rumeur vient du fait qu'avant que le kangouroule ne soit conduit par le personnage encagoulé, Henri Dès avait été l'un des premiers conducteurs du triporteur.
- Au vu des relations plus qu'amicales entre Mlle Cassis et le facteur Hyacinthe, beaucoup d'enfants auraient vu d'un bon œil un mariage entre les deux personnages.
- Les babibouchettes sont fabriquées à partir de chaussettes (l'équipe de production a opté pour la marque Burlington, seule jugée suffisamment solide[réf. nécessaire]) sur lesquelles on fixe deux balles de ping-pong pour représenter les yeux. À partir de là, la marionnette peut être agrémentée à volonté : lunettes, chapeau, petit manteau, etc. Les mains des babibouchettes sont revêtues de gants blancs. Le modèle de chaussette verte qui constitue Albert le Vert n'est plus produit.
- Le terme "Babibouchettes" est un mot-valise basé sur "bas qui babillent avec la bouche".

## Fortune des Babibouchettes
- Albert le Vert a refait son apparition dans l'émission de télévision À côté de la plaque, produite par la Télévision suisse romande et présentée par Manuella Maury. Cette émission s'est terminée en mai 2006.
- Une exposition a été organisée en 2006 à l'Espace Arlaud (Lausanne). Elle présente les personnages, leur univers, l'histoire de l'émission, selon un concept qui fait plonger les visiteurs dans leur enfance (objets transitionnels, bureau plus grand que nature, photos d'enfants devenus grands, dessins d'enfants envoyés aux Babibouchettes, etc.)[5].